# 武吉龙
武吉龙（1945年—），男，河北藁城人，中国企业家，曾任河北省藁城县冶炼厂厂长。1987年被评为最佳农民企业家。